# Sean Kelly
John James Kelly, detto Sean (Waterford, 24 maggio 1956), è un dirigente sportivo ed ex ciclista su strada irlandese.
Professionista dal 1977 al 1994, era un atleta scattante, dotato di caratteristiche di passista-velocista; vinse la Vuelta a España 1988, la Coppa del mondo 1989 e quattro volte la maglia verde al Tour de France. Si aggiudicò anche tre edizioni del Giro di Lombardia, due Parigi-Roubaix, due Liegi-Bastogne-Liegi e due Milano-Sanremo, oltre a sette Parigi-Nizza consecutive.

## Carriera

### Gli esordi e il dilettantismo
Secondo figlio di Jack (John) e Nellie Kelly, agricoltori di Carraghduff, nacque al Belleville Maternity Home di Waterford il 24 maggio 1956. Inizialmente venne chiamato John James Kelly come il padre ma, per evitare confusioni, utilizzarono Sean, versione irlandese di John. Per otto anni frequentò la Crehana National School fino ai 13 anni, quando abbandonò gli studi per aiutare i genitori dopo che il padre finì in ospedale con un'ulcera. A 16 anni iniziò a lavorare come muratore. Iniziò a correre in bicicletta dopo che il fratello cominciò a praticare tale sport a scuola nel 1969; il 4 agosto 1970 corse la sua prima gara, a Kennedy Terrace a Carrickbeg, località di Carrick-on-Suir, e a 16 anni vinse il campionato nazionale junior a Banbridge, County Down.
Vinse ancora il campionato nazionale junior nel 1973, poi acquisì una licenza senior prima della normale età di 18 anni e vinse la Shay Elliott Memorial Race nel 1974 e nel 1975 e diverse tappe del Tour of Ireland nel 1975. In previsione dei Giochi della XXI Olimpiade del 1976 a Montréal, Canada, Kelly e altri due ciclisti irlandesi, Pat e Kieron McQuaid, andarono in Sudafrica per correre il Rapport Tour, una corsa a tappe, come preparazione ai Giochi. Corsero, come anche altri corridori, sotto falso nome, visto il divieto internazionale imposto agli atleti di correre nel paese africano come protesta verso l'apartheid. La squadra di Kelly venne scoperta quando un giornalista del London Daily Mail cercò di avere corridori britannici da fotografare con Richard Burton ed Elizabeth Taylor, in Sudafrica per una seconda luna di miele. La reticenza dei direttori della squadra a permettere ai corridori di farsi fotografare stupì il giornalista che apprese che stavano correndo in segreto. Mandò le foto al Daily Mail, dove alcuni ciclisti riconobbero i corridori, che vennero sospesi per sei mesi. Dopo essere tornati alle corse, il Comitato Olimpico Internazionale lo radiò dalle competizioni olimpiche.
Impossibilitato dunque a correre ai Giochi in Canada, Kelly partecipò al Tour of Britain e andò poi a Metz, in Francia, quando un appassionato londinese, Johnny Morris, gli organizzò un incontro con un club. Gli vennero offerte 25 sterline a settimana, alloggio gratuito e quattro franchi al chilometro per ogni gara vinta. Kelly si aggiudicò 18 delle 25 gare a cui partecipò in Francia e vinse anche il Piccolo Giro di Lombardia in Italia. Queste vittorie impressionarono due manager francesi, Jean de Gribaldy e Cyrille Guimard. De Gribaldy andò in Irlanda per discutere con Kelly un contratto da parte della squadra professionistica Flandria. Il francese non sapeva dove Kelly vivesse e non era nemmeno sicuro di riconoscerlo, così si fece accompagnare da un altro ciclista, per trovarlo e tradurre la conversazione. A fronte dell'iniziale offerta di 4 000 sterline all'anno, Kelly ne chiese ed ottenne 6 000. Firmò quindi per il club di De Gribaldy, perplesso sulla promessa di ritorno fatta al club di Metz, che gli avrebbe offerto un contratto migliore di quello iniziale.
Kelly partì per la Francia nel gennaio 1977 e visse per due anni a Besançon, nella casa di De Gribaldy, insieme a quattro altri compagni di squadra.

### Carriera professionistica

#### I primi anni
La sua prima corsa da professionista fu l'Étoile de Bessèges, che iniziava il 7 febbraio 1977 e durava sei giorni, e terminò la prima tappa al decimo posto. La Flandria era divisa in due parti: i corridori più forti, come il campione del mondo Freddy Maertens, erano nella sezione principale, con sede in Belgio, mentre Kelly correva con la sezione secondaria, con sede prevalentemente in Francia, dove la Flandria voleva avere più mercato per i suoi ciclomotori, scooter e biciclette. I migliori corridori di entrambe le sezioni si riunivano per le gare migliori. Kelly venne quindi scelto come gregario di Maertens nella squadra principale per la Parigi-Nizza e poco dopo vinse la sua prima gara, la frazione di apertura del Tour de Romandie. Rimase nella squadra principale anche per il Tour de France, in cui fece sua una tappa.
Kelly rimase con De Gribaldy nel 1977 e nel 1978. Quando al Tour de France 1978 il compagno e capitano nella Flandria Michel Pollentier venne squalificato per essere risultato positivo ad un controllo antidoping, Kelly divenne capitano della squadra. Al termine della stagione lasciò il club passando alla Splendor di Pollentier, di cui sarebbe stato leader. La Splendor era però appena stata creata e sorsero grandi problemi logistici: le biciclette erano in cattivo stato e la squadra decise di non partecipare alla Parigi-Roubaix, rimpiazzando poi il manager Robert Lauwers. Kelly lasciò quindi il club e iniziò a correre da solo.
Col tempo la situazione della squadra migliorò, Kelly ricevette poche offerte e tornò alla Splendor, la cui offerta era equivalente. Nella sua ultima stagione venne pagato circa 30 000 sterline, ma il suo ruolo nella squadra venne messo in discussione dall'arrivo di un altro sprinter, Eddy Planckaert. De Gribaldy stava creando una nuova squadra per il 1982 e i due si unirono nuovamente nella Sem-France Loire. A quel tempo Kelly era considerato un velocista, incapace di vincere le corse a tappe nonostante avesse concluso quarto alla Vuelta a España del 1980, ma de Gribaldy lo scelse ugualmente come capitano. Nel 1982 Kelly vinse la Parigi-Nizza e quattro tappe, nell'ultima delle quali, una cronometro con arrivo sul col d'Èze, batté Gilbert Duclos-Lassalle scalzandolo dalla testa della classifica. In quell'anno primeggiò anche nella classifica a punti del Tour de France indossando la maglia verde, simbolo del migliore velocista. Terminò al terzo posto, battuto da Saronni e LeMond, i campionati del mondo corsi a Goodwood in Gran Bretagna e alla fine dell'anno sposò la sua compagna, Linda Grant. Nella città di Carrick-on-Suir una piazza venne ribattezzata "Sean Kelly Square" in tributo ai successi del ciclista al Tour e la medaglia di bronzo ai mondiali.

#### I trionfi nelle classiche
Nel 1983 vinse ancora la Parigi-Nizza e a seguire il Critérium International; fu costretto a saltare le classiche di primavera per la frattura del pollice e della clavicola, ma già in giugno tornò al successo al Tour de Suisse. In luglio, complice l'assenza del campione in carica Hinault, cominciò il Tour de France come uno dei favoriti. Vestì di giallo per un giorno, poi sui Pirenei perse la leadership scendendo sul terzo gradino del podio virtuale: alla fine concluse settimo, potendo comunque consolarsi, per la seconda volta consecutiva, con la maglia verde. In merito a questa edizione della Grande Boucle, nel 1999 il massaggiatore olandese Willy Voet – coinvolto nello scandalo Festina – rivelò, nel suo libro Massacro alla catena, di come Kelly avesse perso la corsa, accusando distacchi significativi nelle ultime tappe, proprio per gli effetti collaterali legati all'iniezione di sostanze dopanti da lui somministrategli. Nell'autunno di quell'anno, al Giro di Lombardia, l'irlandese confermò finalmente le proprie potenzialità vincendo lo sprint sul traguardo di Como con un margine ristretto – meno di mezza ruota separava i primi quattro – su Francesco Moser, Adrie van der Poel, Hennie Kuiper e il campione del mondo Greg LeMond.

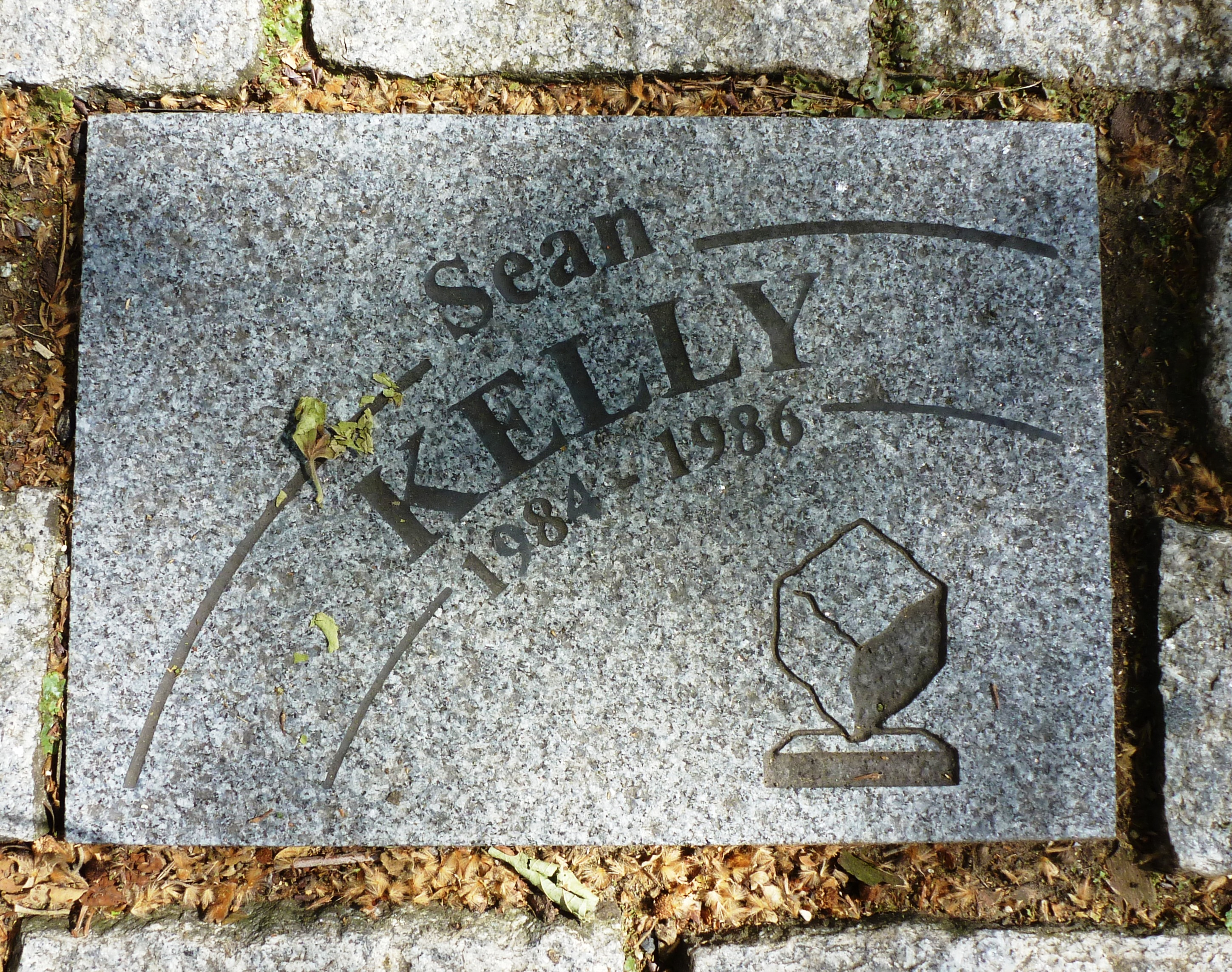
La piastrella di pavé intitolata a Sean Kelly a Roubaix

Fu grande protagonista anche nelle gare della primavera del 1984: in sole sei settimane fece infatti sue ben tredici corse, oltre a conseguire alcuni piazzamenti di prestigio. La striscia di risultati si aprì con la terza vittoria consecutiva alla Parigi-Nizza – battuti Stephen Roche e il vincitore del Tour de France 1982 Bernard Hinault – e proseguì con il trionfo in tutte e tre le tappe del Critérium International (in volata la prima, in solitaria nella seconda in montagna e battendo Roche nella cronometro finale) e il secondo posto nella Milano-Sanremo. Nelle due settimane subito seguenti, dal 1º al 15 aprile, Kelly fu quindi secondo al Giro delle Fiandre, vinse la Vuelta al País Vasco e si dimostrò infine imbattibile nelle gare di un giorno aggiudicandosi sia la Parigi-Roubaix che la Liegi-Bastogne-Liegi. In quell'anno conquistò un totale di 32 vittorie e la leadership nel ranking UCI; si dimostrò peraltro competitivo anche per la vittoria dei grandi giri, terminando quinto al Tour de France.
Nel 1985 vinse di nuovo la Parigi-Nizza, battendo ancora Roche; indossò per la terza volta la maglia verde e terminò quarto al Tour de France. Si aggiudicò poi la prima Nissan International Classic battendo Van der Poel e alla fine della stagione vinse per la seconda volta il Giro di Lombardia, consolidando il primato nel ranking individuale UCI. Aprì il 1986 facendo ancora sua, per la quinta volta consecutiva, la Parigi-Nizza e ripetendosi poco dopo alla Milano-Sanremo, secondo successo per lui, davanti a Greg Lemond e Mario Beccia; finì quindi secondo al Giro delle Fiandre e vinse di nuovo la Parigi-Roubaix. Nello stesso anno fu in grado, per la prima volta, di concludere sul podio di un grande giro, fu infatti terzo alla Vuelta a España; dovette però saltare il Tour de France di luglio a causa di una caduta nell'ultima tappa del Tour de Suisse. Dopo il successo nel Grand Prix des Nations (battuto Laurent Fignon) tornò in Irlanda, dove primeggiò ancora nella Nissan Classic. Concluse la stagione con il secondo posto, dietro a Gianbattista Baronchelli, al Giro di Lombardia.

#### La vittoria alla Vuelta e gli ultimi anni
Nel 1987 conquistò ancora la Parigi-Nizza, sesta vittoria consecutiva, sfruttando una foratura nell'ultima tappa del leader della classifica, il connazionale Roche; in aprile chiuse secondo, battuto da Claude Criquielion, al Giro delle Fiandre. Successivamente gareggiò alla Vuelta a España, prese la leadership dopo la cronometro di Valladolid ma proprio quando si avviava a vincere la corsa per la prima volta fu costretto al ritiro, a tre giorni dal termine, a causa di un'infiammazione al perineo dovuta ad un foruncolo. Restò fuori dalle corse per due settimane, poi in luglio si presentò al Tour de France da favorito ma non in grandi condizioni di forma. Nella cronometro di Futuroscope perse cinque minuti, poi fu ancora sfortunato, dovendo abbandonare a causa di una frattura alla clavicola rimediata in una caduta nel corso della dodicesima tappa. Dopo i Campionati del mondo, in cui fu quinto, tornò in Irlanda vincendo la Nissan Classic per la terza volta consecutiva.

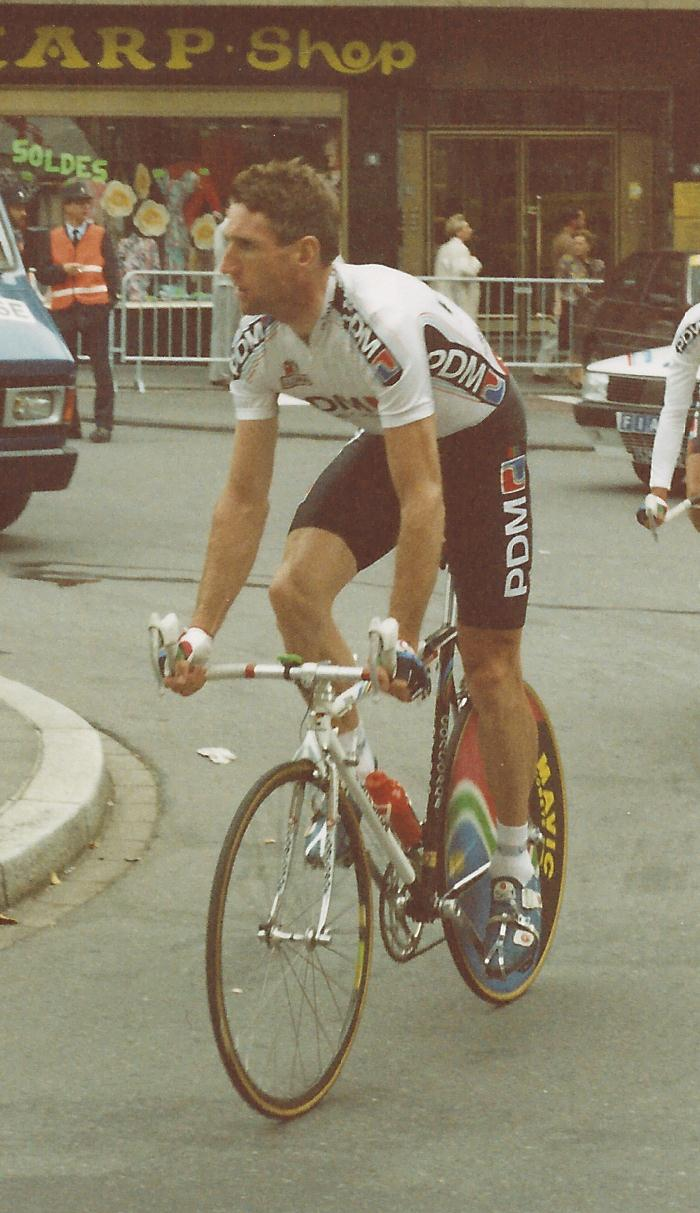
Sean Kelly in maglia PDM

Vinse la sua settima Parigi-Nizza nella primavera del 1988, un record, seguita, in aprile, dal trionfo nella Gand-Wevelgem. Ritornò a gareggiare cinque giorni dopo alla Vuelta a España: qui rimase per le prime due settimane a due minuti dal leader della generale, Laudelino Cubino, poi finì quarto dietro Fabio Parra e Anselmo Fuerte nella tredicesima tappa, guadagnando un minuto e mezzo sulla testa della classifica; dalla sedicesima frazione Fuerte si portò in seconda posizione, e successivamente vestì la maglia di leader. Kelly mantenne minimo il distacco tra sé e il rivale, e nella cronometro del penultimo giorno recuperò i 21 secondi che lo separavano dallo spagnolo (ne guadagnò 1'50", vincendo la tappa) andando a vestire la maglia amarillo: il successo divenne ufficiale l'indomani, primo grande giro nell'albo d'oro del campione irlandese. In quella Vuelta fece sua anche la classifica a punti. Al Tour de France, invece, si staccò presto dai migliori (prese 23'46" da Rooks sull'Alpe d'Huez) e terminò la gara ben lontano, quarantaseiesimo, a più di un'ora da Pedro Delgado.
Nel 1989 passò tra le file della squadra olandese PDM, dove rimase per tre anni, fino alla fine del 1991. In quella stagione vinse la Liegi-Bastogne-Liegi, la maglia verde del Tour de France e l'edizione inaugurale della Coppa del mondo. A fine agosto, nella volata dei Campionati del mondo di Chambéry, chiuse terzo battuto da Dmitrij Konyšev e dal vincitore Greg LeMond. Nel 1990 vinse il Tour de Suisse per la seconda volta; nel marzo del 1991 si ruppe una clavicola e successivamente fu costretto al ritiro al Tour de France, quando una malattia, ufficialmente un'intossicazione alimentare dovuta ad un virus (ma ci furono anche sospetti di doping), mise fuori gioco l'intera PDM. In agosto, mentre stava correndo la Vuelta a Galicia, perse il fratello Joe, deceduto durante una gara vicino Carrick-on-Suir. Al ritorno alle gare vinse la quarta Nissan Classic staccando di quattro secondi Sean Yates; si ripeté poi nell'ultima gara della stagione, al Giro di Lombardia, e nella Milano-Sanremo 1992, quando all'ultimo chilometro raggiunse e batté Argentin andando a siglare il nono e ultimo successo personale nelle classiche monumento.
Si ritirò dall'attività al termine della stagione 1994: nelle ultime due stagioni da professionista non ottenne alcun successo. Chiuse con 192 vittorie in palmarès.

## Palmarès
- 1976 (Dilettanti)

Cinturón Ciclista Internacional a Mallorca
Piccolo Giro di Lombardia
- 1977

1ª tappa Tour de Romandie
Circuit de l'Indre
5ª tappa Étoile des Espoirs
- 1978

3ª tappa Tour Méditerranéen (Saint-Raphaël > Le Lavandou)
1ª tappa Setmana Catalana (Martorell > Cunit)
6ª tappa Tour de France (Mazé-Montgeoffroy > Poitiers)
6ª tappa Étoile des Espoirs
- 1979

1ª tappa Vuelta a España (Jerez de la Frontera > Siviglia)
8ª tappa Vuelta a España (Sedaví > Benicàssim)
Grand Prix de Cannes
- 1980

2ª tappa Driedaagse De Panne - Koksijde (Haacht > De Panne)
Classifica generale Driedaagse De Panne - Koksijde
3ª tappa Critérium du Dauphiné Libéré
19ª tappa Tour de France (Voreppe > Saint-Étienne)
21ª tappa Tour de France (Auxerre > Fontenay-sous-Bois)
1ª tappa Vuelta a España (La Manga > Benidorm)
2ª tappa Vuelta a España (Benidorm > Cullera)
14ª tappa Vuelta a España (Vigo > Orense)
17ª tappa Vuelta a España (León > Valladolid)
19ª tappa Vuelta a España (Madrid > Madrid)
- 1981

3ª tappa Giro del Belgio (Athus > Lembeek)
2ª tappa 4 Jours de Dunkerque (Aire-sur-la-Lys > San Quintino)
2ª tappa Critérium du Dauphiné Libéré
1ª tappa Tour de Luxembourg (Lussemburgo > Grevenmacher)
15ª tappa Tour de France (Besançon > Thonon-les-Bains)
5ª tappa, 1ª semitappa Ronde van Nederland
Leeuwse Pijl
- 1982

Tour du Haut-Var
3ª tappa Parigi-Nizza (Vichy > Saint-Étienne)
5ª tappa Parigi-Nizza (Miramas > La Seyne-sur-Mer)
7ª tappa, 1ª semitappa Parigi-Nizza (Mandelieu > Nizza)
7ª tappa, 2ª semitappa Parigi-Nizza (Nizza > Col d'Èze)
Classifica generale Parigi-Nizza
2ª tappa Critérium International
2ª tappa Grand Prix du Midi Libre
1ª tappa Tour de l'Aude
2ª tappa Tour de l'Aude
12ª tappa Tour de France (Fleurance > Pau)
1ª tappa Étoile des Espoirs
3ª tappa Étoile des Espoirs
- 1983

3ª tappa Parigi-Nizza (Saint-Chamond > Tournon-sur-Rhône)
4ª tappa Parigi-Nizza (Bollène > Miramas)
7ª tappa Parigi-Nizza (Nizza > Col d'Èze)
Classifica generale Parigi-Nizza
2ª tappa Critérium International
Classifica generale Critérium International
3ª tappa Tour de Suisse (Meilen > Alstatten)
5ª tappa Tour de Suisse (Sargans > Flumserberghe)
Classifica generale Tour de Suisse
2ª tappa Parigi-Bourges
Grand Prix d'Isbergues
5ª tappa Étoile des Espoirs
Giro di Lombardia
- 1984

Grand Prix d'Aix-en-Provence
2ª tappa Parigi-Nizza (Chalon-sur-Saône > Bourbon-Lancy)
7ª tappa Parigi-Nizza (Nizza > Col d'Èze)
Classifica generale Parigi-Nizza
1ª tappa Critérium International
2ª tappa, 1ª semitappa Critérium International
2ª tappa, 2ª semitappa Critérium International
Classifica generale Critérium International
1ª tappa Vuelta al País Vasco (Mungia > Mungia)
3ª tappa Vuelta al País Vasco (Vitoria > Beasain)
5ª tappa Vuelta al País Vasco (Orio > Zarautz)
Classifica generale Vuelta al País Vasco
Parigi-Roubaix
Liegi-Bastogne-Liegi
Nordwest-Schweizer-Rundfahrt
1ª tappa Tour de Suisse (Urdorf > Bülach)
Grand Prix de Ouest-France
1ª tappa Tour du Limousin
2ª tappa Tour du Limousin
4ª tappa Tour du Limousin
Paris-Bourges
1ª tappa Volta Ciclista a Catalunya
4ª tappa, 1ª semitappa Volta Ciclista a Catalunya
4ª tappa, 2ª semitappa Volta Ciclista a Catalunya
7ª tappa Volta Ciclista a Catalunya
Classifica generale Volta Ciclista a Catalunya
Grand Prix d'Automne
- 1985

5ª tappa Vuelta a la Comunidad Valenciana (Valencia > Valencia)
Classifica generale Parigi-Nizza
1ª tappa Critérium International
3ª tappa Vuelta al País Vasco (Legorreta > Getxo)
5ª tappa Vuelta al País Vasco (Beasain > Erauskin)
2ª tappa Vuelta a España (Zamora > Orense)
10ª tappa Vuelta a España (Sabiñánigo > Tremp)
15ª tappa Vuelta a España (Benidorm > Albacete)
3ª tappa Ronde van Nederland
2ª tappa Volta Ciclista a Catalunya
1ª tappa Tour of Ireland
3ª tappa Tour of Ireland
Classifica generale Tour of Ireland
Giro di Lombardia
- 1986

1ª tappa Vuelta a la Comunidad Valenciana (Dénia > Elda)
3ª tappa Vuelta a la Comunidad Valenciana (Massamagrell > Montanejos)
Prologo Parigi-Nizza (Parigi)
2ª tappa Parigi-Nizza (Saint-Étienne > La Rouret)
7ª tappa, 2ª semitappa Parigi-Nizza (Nizza > Col d'Èze)
Classifica generale Parigi-Nizza
Milano-Sanremo
1ª tappa Critérium International
2ª tappa Critérium International
1ª tappa, 2ª semitappa Driedaagse De Panne
3ª tappa Vuelta al País Vasco (Arre > Oyón)
5ª tappa, 1ª semitappa Vuelta al País Vasco (Bilbao > Andoain)
5ª tappa, 2ª semitappa Vuelta al País Vasco (Andoain > Andoain, cronometro)
Classifica generale Vuelta al País Vasco
Parigi-Roubaix
10ª tappa Vuelta a España (San Isidro > Palencia)
13ª tappa Vuelta a España (Segovia > Vilalba)
4ª tappa Vuelta a Aragón
4ª tappa Tour du Limousin
2ª tappa Paris-Bourges
7ª tappa Volta Ciclista a Catalunya
Classifica generale Volta Ciclista a Catalunya
Grand Prix des Nations
Classifica generale Tour of Ireland
- 1987

7ª tappa Vuelta a la Comunidad Valenciana
3ª tappa Parigi-Nizza (Saint-Étienne > Mont Ventoux)
Classifica generale Parigi-Nizza
2ª tappa, 1ª semitappa Critérium International
2ª tappa, 2ª semitappa Critérium International
Classifica generale Critérium International
1ª tappa Driedaagse De Panne
3ª tappa Vuelta al País Vasco (Bidasoa > Oyón)
5ª tappa, 2ª semitappa Vuelta al País Vasco (Oñati > Aranzazu)
Classifica generale Vuelta al País Vasco
1ª tappa Vuelta a España (Benidorm > Albacete)
3ª tappa Vuelta a España (Valencia > Valencia)
1ª tappa Volta Ciclista a Catalunya
Classifica generale Volta Ciclista a Catalunya
Classifica generale Tour of Ireland
- 1988

6ª tappa Parigi-Nizza (Nizza > Col d'Èze)
Classifica generale Parigi-Nizza
4ª tappa Setmana Catalana (Lleida > Lleida)
4ª tappa Vuelta al País Vasco (Vera de Bidasoa > Salvatierra)
Gand-Wevelgem
11ª tappa Vuelta a España (Santander > Alto Valdezcaray)
20ª tappa Vuelta a España (Las Rozas > Collado Villalba)
Classifica generale Vuelta a España
2ª tappa Tour du Limousin
3ª tappa Tour du Limousin
- 1989

Liegi-Bastogne-Liegi
4ª tappa Critérium du Dauphiné Libéré
Kika Classic
- 1990

Classifica generale Tour de Suisse
4ª tappa Tour de Suisse (Basilea > Soletta)
- 1991

Classifica generale Tour of Ireland
Giro di Lombardia
- 1992

Trofeo Luis Puig
4ª tappa Vuelta a la Comunidad Valenciana (L'Alcúdia de Crespins > Benicasim)
Milano-Sanremo
7ª tappa Tour de Suisse (Visp > Chiasso)
2ª tappa Clásico RCN

### Altri successi
- 1980

Classifica a punti Vuelta a España
Classifica traguardi volanti Vuelta a España
- 1982

Classifica a punti Tour de France
Classifica sprint Tour de France
- 1983

Classifica a punti Tour de France
Classifica sprint Tour de France
- 1984

Classifica UCI Road World Rankings
- 1985

Classifica a punti Tour de France
Classifica a punti Vuelta a España
Classifica UCI Road World Rankings
- 1986

Classifica a punti Vuelta a España
Classifica UCI Road World Rankings
- 1987

Classifica UCI Road World Rankings
- 1988

Classifica a punti Vuelta a España
Classifica UCI Road World Rankings
- 1989

Classifica a punti Tour de France
Classifica sprint Tour de France
Coppa del mondo UCI
- 1990

Grand Prix de la Libération (cronosquadre)

## Piazzamenti

### Grandi Giri
- Giro d'Italia

1992: non partito (16ª tappa)
- Tour de France

1978: 34º
1979: 38º
1980: 29º
1981: 48º
1982: 15º
1983: 7º
1984: 5º
1985: 4º
1987: ritirato (12ª tappa)
1988: 46º
1989: 9º
1990: 30º
1991: non partito (11ª tappa)
1992: 43º
- Vuelta a España

1979: ritirato
1980: 4º
1985: 9º
1986: 3º
1987: ritirato (19ª tappa)
1988: vincitore

### Classiche monumento
- Milano-Sanremo

1977: 75º
1980: 4º
1982: 27º
1983: 5º
1984: 2º
1985: 7º
1986: vincitore
1987: 4º
1988: 5º
1989: 5º
1990: ritirato
1992: vincitore
1993: 39º
- Giro delle Fiandre

1979: 26º
1980: 15º
1981: 8º
1982: 21º
1984: 2º
1985: 14º
1986: 2º
1987: 2º
1988: 4º
1989: 18º
1992: 73º
1993: 39º
- Parigi-Roubaix

1981: 19º
1982: 12º
1984: vincitore
1985: 3º
1986: vincitore
1987: 13º
1988: 16º
1989: 15º
1992: 29º
- Liegi-Bastogne-Liegi

1979: 20º
1981: 11º
1982: 10º
1984: vincitore
1985: 4º
1986: 12º
1987: 20º
1988: 5º
1989: vincitore
1992: 37º
- Giro di Lombardia

1977: 25º
1982: 34º
1983: vincitore
1984: 17º
1985: vincitore
1986: 2º
1987: 23º
1989: 24º
1990: 10º
1991: vincitore
1992: 58º
1993: 34º

### Competizioni mondiali
- Campionati del mondo

San Cristóbal 1977 - In linea: 16º
Nürburgring 1978 - In linea: ritirato
Valkenburg 1979 - In linea: 9º
Sallanches 1980 - In linea: ritirato
Praga 1981 - In linea: 42º
Goodwood 1982 - In linea: 3º
Altenrhein 1983 - In linea: 8º
Barcellona 1984 - In linea: ritirato
Giavera del Montello 1985 - In linea: 35º
Colorado Springs 1986 - In linea: 5º
Villach 1987 - In linea: 5º
Ronse 1988 - In linea: 25º
Chambéry 1989 - In linea: 3º
Utsunomiya 1990 - In linea: 5º
Stoccarda 1991 - In linea: ritirato
Benidorm 1992 - In linea: 63º
Oslo 1993 - In linea: 48º

## Riconoscimenti
- Mendrisio d'Oro del Velo Club Mendrisio nel 1984
- Inserito nella Top ten sprinters of all time della rivista Cyclingnews nel 2011[22]